# Ronde van Duitsland 2006
De Ronde van Duitsland 2006 was de dertigste editie van de Ronde van Duitsland. De wedstrijd werd gehouden van 1 tot en met 9 augustus 2006. Titelverdediger was de Amerikaan Levi Leipheimer, hoewel zijn zege later van hem werd afgenomen wegens dopinggebruik. Deze editie werd gewonnen door Jens Voigt, die tevens drie etappes op zijn naam schreef.

## Etappe-overzicht
| etappe  | datum  | start                 | finish                | afstand  | winnaar         | klassementsleider |
| ------- | ------ | --------------------- | --------------------- | -------- | --------------- | ----------------- |
| Proloog | 1 aug. | Düsseldorf            | Düsseldorf            | 5,5 km   | Vladimir Goesev | Vladimir Goesev   |
| 1e      | 2 aug. | Düsseldorf            | Bielefeld             | 198,2 km | Assan Bazayev   | Vladimir Goesev   |
| 2e      | 3 aug. | Minden                | Goslar                | 181,5 km | Jens Voigt      | Vladimir Goesev   |
| 3e      | 4 aug. | Witzenhausen          | Schweinfurt           | 203,3 km | Gerald Ciolek   | Vladimir Goesev   |
| 4e      | 5 aug. | Heidenheim            | Bad Tölz              | 203 km   | Graeme Brown    | Erik Zabel        |
| 5e      | 6 aug. | Bad Tölz              | Olympiaregion Seefeld | 192,1 km | Levi Leipheimer | Jens Voigt        |
| 6e      | 7 aug. | Olympiaregion Seefeld | St. Anton am Arlberg  | 196,6 km | Jens Voigt      | Jens Voigt        |
| 7e      | 8 aug. | Bad Säckingen         | Bad Säckingen         | 38,2 km  | Jens Voigt      | Jens Voigt        |
| 8e      | 9 aug. | Bad Krozingen         | Karlsruhe             | 172,1 km | Graeme Brown    | Jens Voigt        |

## Etappe-uitslagen

### Proloog
| rang | renner               | land       | tijd    |
| ---- | -------------------- | ---------- | ------- |
| 1    | Vladimir Goesev      | Rusland    | 6' 42"  |
| 2    | Linus Gerdemann      | Duitsland  | op 0"09 |
| 3    | Sebastian Lang       | Duitsland  | op 1"   |
| 4    | László Bodrogi       | Hongarije  | op 3"   |
| 5    | Aleksej Markov       | Rusland    | op 8"   |
| 6    | Frédéric Finot       | Frankrijk  | op 8"   |
| 7    | Sébastien Rosseler   | België     | op 8"   |
| 8    | Íñigo Cuesta         | Spanje     | op 8"   |
| 9    | Tomas Vaitkus        | Litouwen   | op 9"   |
| 10   | Aleksandr Vinokoerov | Kazachstan | op 9"   |

### 1e etappe
| rang | renner            | land        | tijd       |
| ---- | ----------------- | ----------- | ---------- |
| 1    | Assan Bazayev     | Kazachstan  | 4u 43' 10" |
| 2    | Danilo Napolitano | Italië      | z.t.       |
| 3    | Erik Zabel        | Duitsland   | z.t.       |
| 4    | André Greipel     | Oostenrijk  | z.t.       |
| 5    | Aljaksandr Oesaw  | Wit-Rusland | z.t.       |
| 6    | Claudio Corioni   | Italië      | z.t.       |
| 7    | Vicente Reynés    | Spanje      | z.t.       |
| 8    | Manuele Mori      | Italië      | z.t.       |
| 9    | Roy Sentjens      | België      | z.t.       |
| 10   | Josep Jufré       | Spanje      | z.t.       |

### 2e etappe
| rang | renner             | land       | tijd       |
| ---- | ------------------ | ---------- | ---------- |
| 1    | Jens Voigt         | Duitsland  | 4u 22' 25" |
| 2    | Davide Rebellin    | Italië     | z.t.       |
| 3    | Andrej Kasjetsjkin | Kazachstan | z.t.       |
| 4    | Erik Zabel         | Duitsland  | op 5"      |
| 5    | Kim Kirchen        | Luxemburg  | z.t.       |
| 6    | Nick Nuyens        | België     | z.t.       |
| 7    | Eddy Mazzoleni     | Italië     | z.t.       |
| 8    | Stefan Schumacher  | Duitsland  | z.t.       |
| 9    | Josep Jufré        | Spanje     | z.t.       |
| 10   | Gorazd Štangelj    | Slovenië   | z.t.       |

### 3e etappe
| rang | renner            | land      | tijd       |
| ---- | ----------------- | --------- | ---------- |
| 1    | Gerald Ciolek     | Duitsland | 4u 56' 22" |
| 2    | Erik Zabel        | Duitsland | z.t.       |
| 3    | André Greipel     | Duitsland | z.t.       |
| 4    | Luke Roberts      | Australië | z.t.       |
| 5    | Mark Renshaw      | Australië | z.t.       |
| 6    | Aleksej Markov    | Rusland   | z.t.       |
| 7    | Rony Martias      | Frankrijk | z.t.       |
| 8    | Roy Sentjens      | België    | z.t.       |
| 9    | Danilo Napolitano | Italië    | z.t.       |
| 10   | Koldo Fernández   | Spanje    | z.t.       |

### 4e etappe
| rang | renner            | land      | tijd       |
| ---- | ----------------- | --------- | ---------- |
| 1    | Graeme Brown      | Australië | 4u 34' 38" |
| 2    | Stefan Schumacher | Duitsland | z.t.       |
| 3    | Erik Zabel        | Duitsland | z.t.       |
| 4    | Mark Renshaw      | Australië | z.t.       |
| 5    | Volodimir Bileka  | Oekraïne  | z.t.       |
| 6    | Davide Rebellin   | Italië    | z.t.       |
| 7    | Manuele Mori      | Italië    | z.t.       |
| 8    | Francesco Failli  | Italië    | z.t.       |
| 9    | Roy Sentjens      | België    | z.t.       |
| 10   | Danilo Napolitano | Italië    | z.t.       |

### 5e etappe
| rang | renner             | land             | tijd       |
| ---- | ------------------ | ---------------- | ---------- |
| 1    | Levi Leipheimer    | Verenigde Staten | 3u 44' 20" |
| 2    | Andrej Kasjetsjkin | Kazachstan       | op 3"      |
| 3    | Marzio Bruseghin   | Italië           | z.t.       |
| 4    | Jens Voigt         | Duitsland        | z.t.       |
| 5    | Leonardo Piepoli   | Italië           | z.t.       |
| 6    | Vladimir Goesev    | Rusland          | op 17"     |
| 7    | Íñigo Cuesta       | Spanje           | op 29"     |
| 8    | Andy Schleck       | Luxemburg        | op 36"     |
| 9    | Eddy Mazzoleni     | Italië           | z.t.       |
| 10   | Jevgeni Petrov     | Rusland          | z.t.       |

### 6e etappe
| rang | renner             | land             | tijd       |
| ---- | ------------------ | ---------------- | ---------- |
| 1    | Jens Voigt         | Duitsland        | 5u 11' 48" |
| 2    | Levi Leipheimer    | Verenigde Staten | op 1"      |
| 3    | Andrej Kasjetsjkin | Kazachstan       | op 8"      |
| 4    | Jevgeni Petrov     | Rusland          | op 10"     |
| 5    | Stefan Schumacher  | Duitsland        | op 36"     |
| 6    | Johann Tschopp     | Zwitserland      | op 41"     |
| 7    | Eddy Mazzoleni     | Italië           | z.t.       |
| 8    | Pablo Lastras      | Spanje           | z.t.       |
| 9    | Antton Luengo      | Spanje           | z.t.       |
| 10   | Íñigo Cuesta       | Spanje           | z.t.       |

### 7e etappe
| rang | renner               | land             | tijd      |
| ---- | -------------------- | ---------------- | --------- |
| 1    | Jens Voigt           | Duitsland        | 45' 03"   |
| 2    | László Bodrogi       | Hongarije        | op 1' 03" |
| 3    | Sebastian Lang       | Duitsland        | op 1' 04" |
| 4    | Aleksandr Vinokoerov | Kazachstan       | op 1' 05" |
| 5    | Levi Leipheimer      | Verenigde Staten | op 1' 14" |
| 6    | Andrej Kasjetsjkin   | Kazachstan       | op 1' 19" |
| 7    | Stijn Devolder       | België           | op 1' 21" |
| 8    | Vladimir Goesev      | Rusland          | op 1' 33" |
| 9    | Stefan Schumacher    | Duitsland        | op 1' 38" |
| 10   | Jason McCartney      | Verenigde Staten | op 1' 49" |

### 8e etappe
| rang | renner                | land      | tijd       |
| ---- | --------------------- | --------- | ---------- |
| 1    | Graeme Brown          | Australië | 3u 46' 38" |
| 2    | Erik Zabel            | Duitsland | z.t.       |
| 3    | Danilo Napolitano     | Italië    | z.t.       |
| 4    | Rony Martias          | Frankrijk | z.t.       |
| 5    | Gerald Ciolek         | Duitsland | z.t.       |
| 6    | Luciano Pagliarini    | Brazilië  | z.t.       |
| 7    | Steffen Radochla      | Duitsland | z.t.       |
| 8    | André Greipel         | Duitsland | z.t.       |
| 9    | Hervé Duclos-Lassalle | Frankrijk | z.t.       |
| 10   | Mark Renshaw          | Australië | z.t.       |

## Eindklassementen

### Algemeen klassement
| Plaats    | Naam               | Ploeg               | Tijd      |
| --------- | ------------------ | ------------------- | --------- |
| Gele trui | Jens Voigt         | Team CSC            | 32u11'10" |
| 2         | Levi Leipheimer    | Team Gerolsteiner   | + 1' 38"  |
| 3         | Andrej Kasjetsjkin | Astana              | + 2' 23"  |
| 4         | Vladimir Goesev    | Discovery Channel   | + 2' 33"  |
| 5         | Jevgeni Petrov     | Lampre-Fondital     | + 2' 57"  |
| 6         | Marzio Bruseghin   | Lampre-Fondital     | + 3' 42"  |
| 7         | Íñigo Cuesta       | Team CSC            | + 4' 08"  |
| 8         | Stijn Devolder     | Discovery Channel   | + 4' 09"  |
| 9         | Eddy Mazzoleni     | T-Mobile Team       | + 4' 36"  |
| 10        | Pablo Lastras      | Caisse d'Epargne-IB | + 4' 38"  |

### Puntenklassement
| Plaats      | Naam               | Ploeg       | Punten |
| ----------- | ------------------ | ----------- | ------ |
| Groene trui | Erik Zabel         | Team Milram | 115    |
| 2           | Jens Voigt         | Team CSC    | 88     |
| 3           | Andrej Kasjetsjkin | Astana      | 62     |

### Bergklassement
| Plaats    | Naam               | Ploeg             | Punten |
| --------- | ------------------ | ----------------- | ------ |
| Rode trui | Sebastian Lang     | Team Gerolsteiner | 21     |
| 2         | Andrej Kasjetsjkin | Astana            | 21     |
| 3         | Jens Voigt         | Team CSC          | 20     |

### Jongerenklassement
| Plaats     | Naam              | Ploeg             | Tijd      |
| ---------- | ----------------- | ----------------- | --------- |
| Witte trui | Vladimir Goesev   | Discovery Channel | 32u13'43" |
| 2          | Stefan Schumacher | Team Gerolsteiner | + 2' 15"  |
| 3          | Thomas Dekker     | Rabobank          | + 3' 49"  |

### Ploegenklassement
| Plaats | Ploeg             | Tijd      |
| ------ | ----------------- | --------- |
|        | Team Gerolsteiner | 94u42'18" |
| 2      | Team CSC          | + 13"     |
| 3      | Discovery Channel | + 3' 01"  |